# Badacsonytomaj
Badacsonytomaj là một thành phố thuộc hạt Veszprém, Hungary. Thành phố này có diện tích 32,71 km², dân số năm 2010 là 2150 người, mật độ 66 người/km².